# Zamek Książąt Pomorskich w Koszalinie
Zamek Książąt Pomorskich w Koszalinie – zamek nad Dzierżęcinką w Koszalinie. Zniszczony przez pożar w 1718 roku.

## Historia
Powstał w latach 1569–82 jako renesansowy zamek księcia szczecińskiego i biskupa kamieńskiego luterańskiego Pomorskiego Kościoła Ewangelickiego Kazimierza VII na miejscu wcześniejszego średniowiecznego (II połowa XII wieku) klasztoru cysterek, który następnie przeszedł w ręce biskupów kapituły kamieńskiej. Składał się z budynku mieszkalnego i dwóch wież. 
Gdy dynastia Gryfitów wygasła, zamek przeszedł we władanie Brandenburgii. W roku 1718 budowlę strawił pożar, który doprowadził do jej zniszczenia. Zamku już nigdy nie odbudowano, a po latach na jego fundamentach wybudowano budynki sądu. Do czasów współczesnych zachowały się fragmenty gotyckiego portalu i kaplicy z klasztoru cysterek. 